# 汉斯-格奥尔格·赫尔佐克
汉斯-格奥尔格·赫尔佐克（Hans-Georg Herzog，1912年9月10日 - 1959年7月20日）是一位纳粹德国德意志國防軍军官，曾担任第5装甲师师长，曾获颁騎士鐵十字勳章。
1945年，在苏军發動的東普魯士攻勢期间，赫尔佐克投降，之后在苏联被判犯有战争罪，一直被监禁到1955年。